# Panzerkuppel

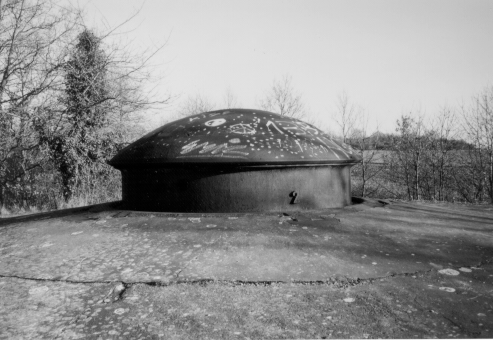
Eine der beiden versenkbaren Kuppeln des Forts Eben-Emael

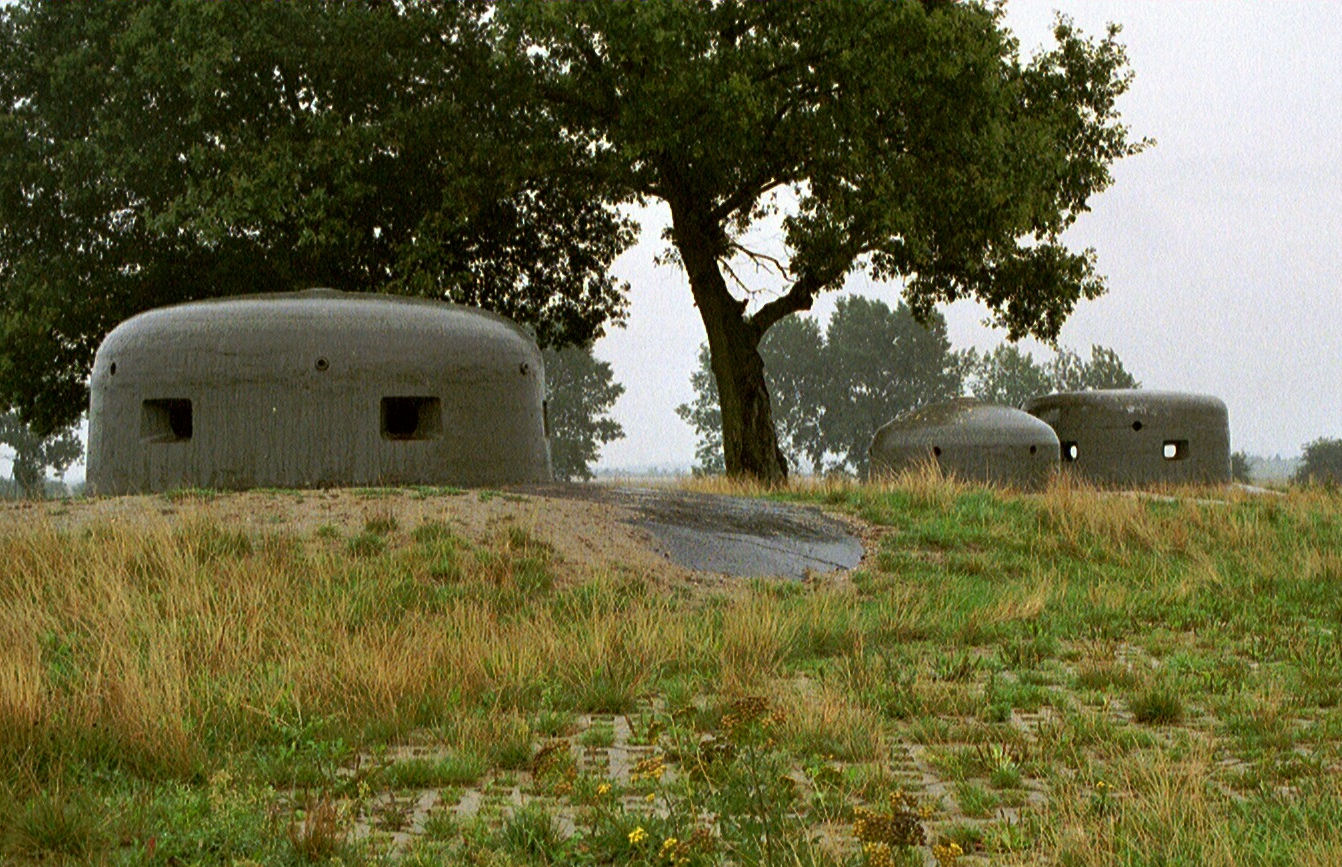
Zwei Sechsschartentürme für MG sowie ein Panzerturm zur Infanteriebeobachtung am Panzerwerk 717 der Festungsfront Oder-Warthe-Bogen

'la tourelle de 75 mm' (Block 3 des Ouvrage de Schoenenbourg, 18 km nordöstlich von Haguenau)

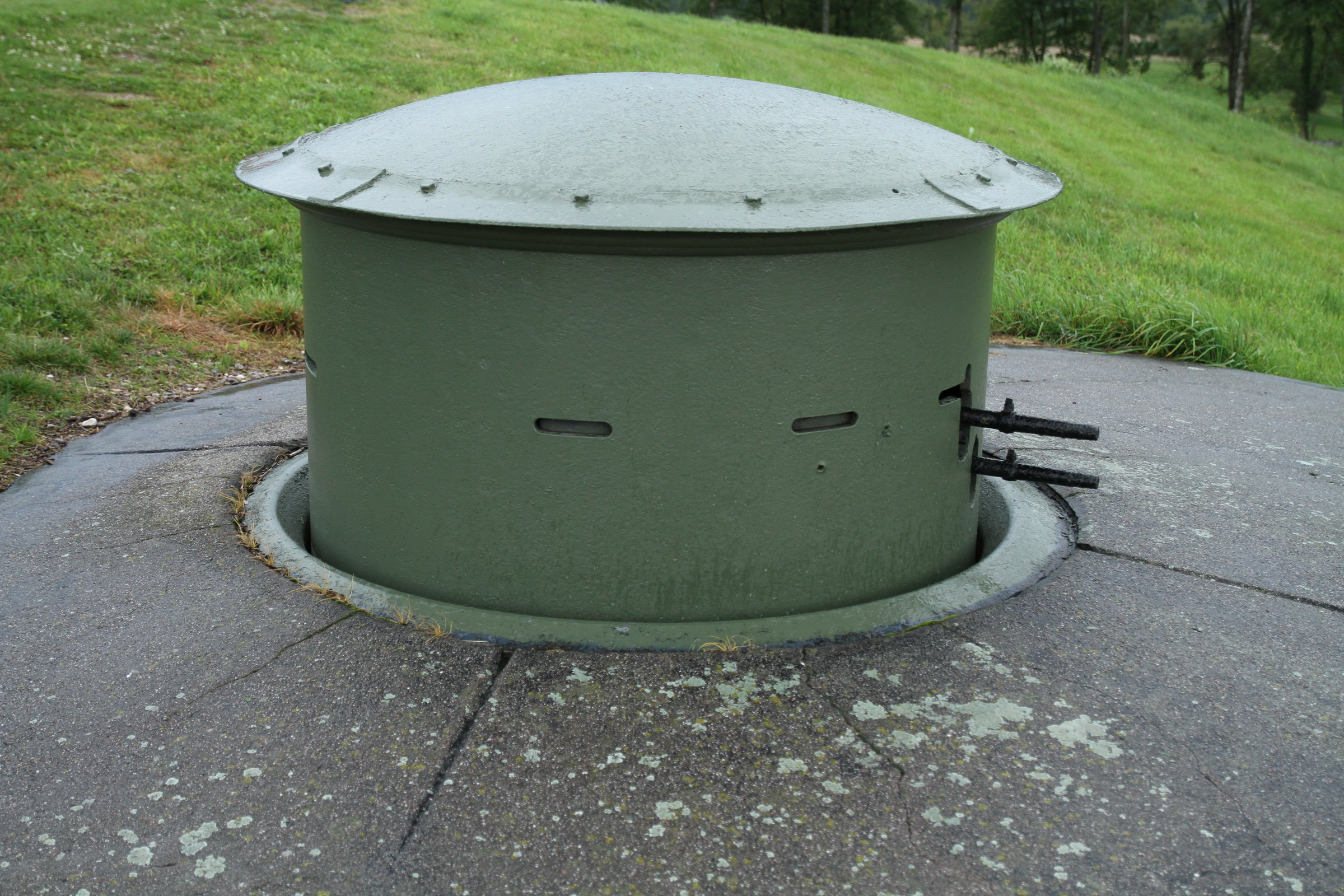
Tourelle de mitrailleuses 'modèle 1899' (Fort d'Uxegney, bei Épinal)

Die Panzerkuppel, auch Panzerturm, ist ein Element des Festungsbaus, das zum Ende des 19. Jahrhunderts aufkam.
Hauptgrund dafür war, dass sich ab etwa 1840 die Artillerie-Technik erheblich entwickelte:
- 1840 gelang es dem schwedischen Industriellen Martin von Wahrendorff, ein Hinterladungssystem für (noch glatte) Kanonen zur Serienreife zu entwickeln. Bald wurde in Preußen dieses System der Hinterladerkanone eingeführt. 1846 ließ Wahrendorff ein System für gezogene Rohre folgen. Bis dahin hatten die Geschütze starre, hinten geschlossene Vorderlader-Rohre.
- Geschütze mit gezogenem Lauf konnten explosive Langgeschosse verschießen, die durch die Züge in Rotation versetzt wurden, was die Treffgenauigkeit entscheidend verbesserte. Damit konnte erstmals die Reichweite über die Kernschussweite hinaus gesteigert werden.
- Brisanzgranaten (heute Sprenggranate oder HE-Geschoss genannt (Hoch explosiv)) konnten bisherige Festungen „kurz und klein schießen“.
- die Feuerrate (Schüsse pro Minute) der Geschütze nahm zu.
- Pivotlafetten verbesserten die Richtbarkeit der Geschütze und fingen den Rückstoß auf. Ab etwa 1897 stellte Frankreich mit der Canon de 75 mle 1897 das erste echte Schnellfeuergeschütz in Dienst. Hauptmerkmal war der lange Rohrrücklauf.

Innerhalb eines befestigten Bereiches gab es deshalb keinen Ort mehr, der nicht mehr durch unmittelbare Treffer („Volltreffer“) aus den neuen Geschützen bedroht war. Die Reaktion darauf war der Einbau von glockenähnlichen Ständen aus Hartguss oder Gussstahl in das Areal der jeweiligen Festung, in denen Waffen aufgestellt wurden und die das geschützte Beobachten des Gefechtsfeldes ermöglichten.
Frankreich beschloss den Bau einer Festungslinie (Barrière de fer), weil es den Deutsch-Französischen Krieg (1870/71) verloren hatte. Große Teile wurden gemauert; nach der Fertigstellung der Festungen musste man feststellen, dass deren Mauern den neuen Brisanzgranaten nicht widerstanden. Es kam zur sogenannten Brisanzgranatenkrise (frz. la crise de l'obus torpille).
Seit den ersten Bauten hatten französische Techniker versucht, Geschütze (vor allem Mörser) einzubauen; das Mauerwerk widerstand aber den Erschütterungen nicht. Darum wurde dies bis zur Jahrhundertwende aufgegeben.
Die sogenannte Casemate de Bourges war erstmals aus Beton. 'Commandant du Génie' Laurent erfand sie 1885; 1899 wurden sie getestet und modifiziert; sie enthielten zwei 75-mm-Kanonen. Diese wurden oft einem Bautyp mit 75-mm-Kanonen 'modèle 1905' vorgezogen, weil sie deutlich billiger waren.
Die betonierten Kasematten sollten Lücken zwischen Forts und Festungen schließen.
Panzerkuppeln konnten massivste Größen erreichen. So wog die schwerste Kuppel des belgischen Forts Eben-Emael über 400 Tonnen. Unterhalb dieser Kuppel befanden sich zwei Kanonen mit dem Kaliber 120 Millimeter. Die Kuppel konnte um 360 Grad gedreht werden, wodurch die Kanonen beinahe jedes Ziel im Umkreis von 17 Kilometern beschießen konnten.
Andererseits boten derartige Kuppeln ein sehr auffälliges Ziel für den angreifenden Gegner. Dies führte zu versenkbaren Panzerkuppeln, die sich nur für den unmittelbaren Einsatz der Waffe über die Oberfläche der Festung erhoben und ansonsten für den Angreifer völlig unsichtbar blieben. Typischerweise wurde das Gewicht der Kuppel durch ein Hebelsystem und ein Gegengewicht ausgeglichen, um das Heben und Senken mit geringer Kraft zu ermöglichen (siehe Grafik).
Zur Beobachtung der Umgebung wurden kleinere Kuppeln gebaut, die in ihrem Inneren ein Periskop enthielten. In Deutschland waren speziell am Westwall sowie an der Festungsfront Oder-Warthe-Bogen Kuppeln eingesetzt, die fest einbetoniert und damit nicht drehbar waren. Der lückenlose Einsatz der Waffen (in diesem Falle Maschinengewehre) wurde durch eine erhöhte Anzahl von Scharten gewährleistet, wobei typischerweise drei von sechs dieser Öffnungen zum Führen einer Waffe eingesetzt wurden.